# عسائيل (مستوطنة)
عسائيل (بالعبرية: עשהאל) أو متسبيه عسائيل (بالعبرية: מצפה עשהאל) هي مستوطنة إسرائيلية في الضفة الغربية . تقع على بعد ثلاثة كيلومترات جنوب شرق مستوطنة شمعة، وتقع ضمن نطاق سلطة مجلس جنوب جبل الخليل الإقليمي، ويعتبر المجتمع الدولي المستوطنات الإسرائيلية في الضفة الغربية، مثل عسائيل، غير قانونية بموجب القانون الدولي، لكن الحكومة الإسرائيلية تنكر ذلك.
رغم أن المستوطنة بُنيت على ما تدعي الحكومة الإسرائيلية أنها أراضي تابعة للدولة، فإن الطرق المؤدية إليها تمر عبر أراض خاصة يملكها فلسطينيون.

## التاريخ
تأسست المستوطنة في أوائل عام 2002 كموقع استيطاني، وسميت على اسم عسائيل التوراتي من عهد الملك داود ( صموئيل الثاني 2:18 ).
وفي عام 2008 أعلن أن مجلس يشع يستعد لإخلاء البؤرة الاستيطانية، لكن الإخلاء لم يتم، واستمرت البؤرة الاستيطانية في النمو، حيث تم تسجيل 60 بناء جديد بين عامي 2010 و2020، و12 بناء جديد في عام 2021. 
وقد اعترفت الحكومة الإسرائيلية رسميًا بالبؤرة الاستيطانية في سبتمبر 2023.

## روابط خارجية
- عسائيل السلام الآن